# 孫慶
孫 慶（そん けい、生没年不詳）は、金朝末期からモンゴル帝国初期にかけて活躍した人物。字は伯善。済南府の出身。父は孫栄。
『元史』には立伝されていないが『遺山先生文集』巻30宣武将軍孫君墓碑にその事蹟が記され、『新元史』には宣武将軍孫君墓碑を元にした列伝が記されている。

## 概要
孫慶は代々済南に住まう一族の出であったが、曾祖父・祖父ともに官には仕えていなかった。幼い頃から器量を見込まれていた孫慶は長じて東平を拠点とする軍閥の厳実に仕え、その帳下に加わった。厳実が50余りの城を降すのに従い功績を挙げたという。
この頃、大名に拠る彭義斌は南宋を主君として勢力を拡大しており、一時は厳実もこれに降ったが、密かにモンゴルに救援を要請していた。厳実からの報告を聞いたモンゴル軍は数千の騎兵を率いて賛皇の西で彭義斌を捕捉したが、両軍の兵力は拮抗していた。そこで孫慶は厳実にすぐに北軍（モンゴル軍）に加わって一挙に彭義斌を打倒すべしと献策し、これに従った厳実は彭義斌を破り捕虜にすることができた。この功績により、孫慶は忠武校尉・済南府軍資庫使とされ、更に行尚書省応辦使に改められている。
1232年（壬辰）には武略将軍・威捷軍都指揮使・兼巡捕事の地位に移り、更に宣武将軍に昇格となった。1239年（己亥）には本路鎮撫軍民副弾圧・兼行東平府録事とされたが、ある時孫慶は突如として官を辞めた。しかし、孫慶の功績を評価する厳実は再び孫慶を官職に復帰させ、都指揮使の地位を授けた。それから間もなく孫慶は病となり、年月日は不明であるが57歳にして自宅で亡くなった。